# Dreams (The Whitest Boy Alive)
Dreams è il primo album in studio del gruppo musicale tedesco The Whitest Boy Alive, pubblicato nel 2006.

## Tracce
1. Burning
2. Golden Cage
3. Fireworks
4. Done With You
5. Don't Give Up
6. Above You
7. Inflation
8. Figures
9. Borders
10. All Ears